# حسینیه حاج حسن صفی
حسینیه حاج حسن صفی مربوط به دوره قاجار است و در شهرستان اشکذر، بخش مرکزی، روستای شمسی واقع شده و این اثر در تاریخ ۲۴ اسفند ۱۳۸۳ با شمارهٔ ثبت ۱۱۶۴۶ به‌عنوان یکی از آثار ملی ایران به ثبت رسیده است.